# Évariste Ndayishimiye

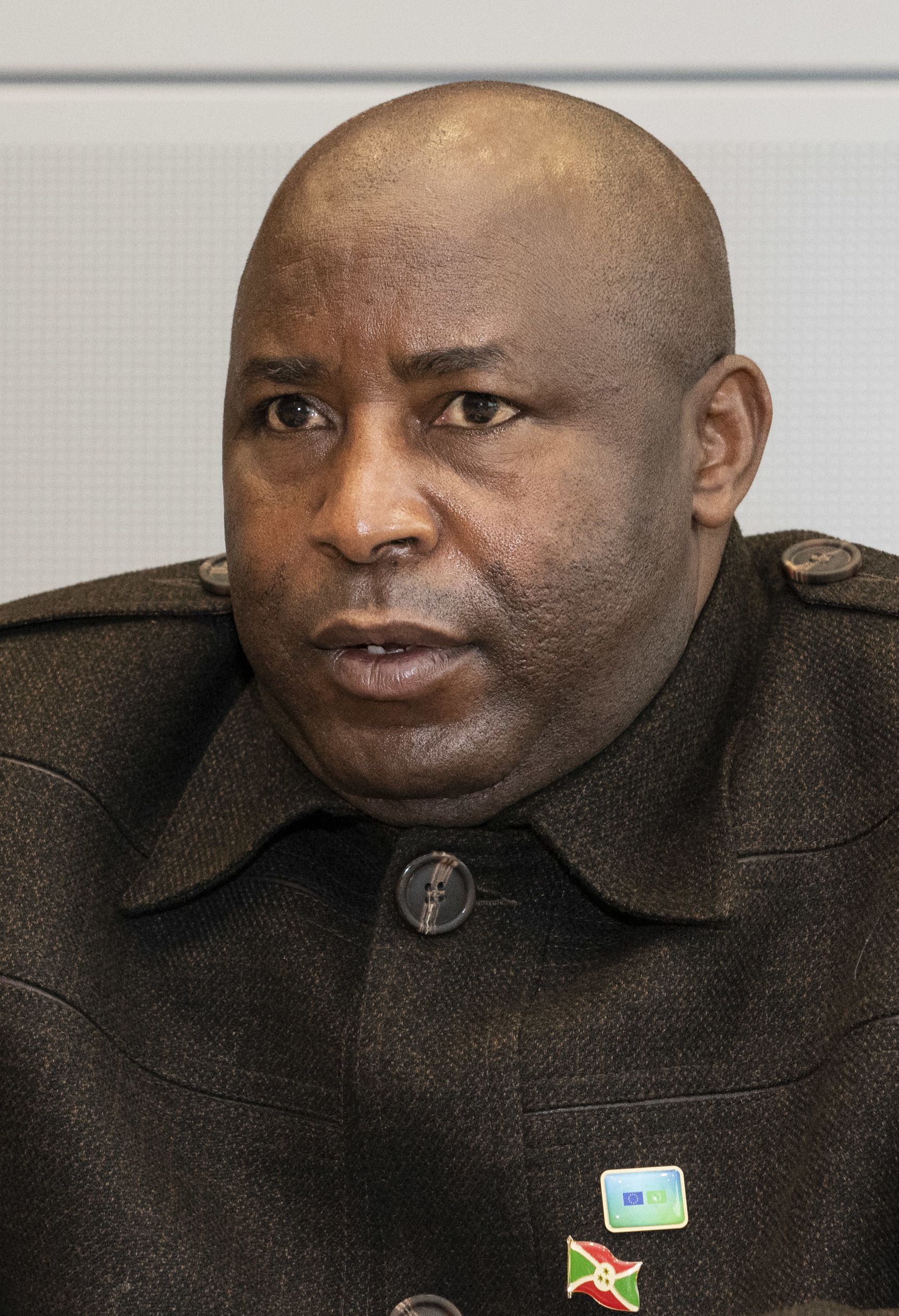
Évariste Ndayishimiye (2022)

Évariste Ndayishimiye (* 17. Juni 1968, Provinz Gitega) ist ein burundischer Politiker und ehemaliger Generalmajor beim Militär. Seit dem 18. Juni 2020 ist er Präsident seines Landes.

## Leben
Évariste Ndayishimiye entstammt einer Hutu-Familie aus Burundi. Er war gerade als Student der Rechtswissenschaft an der Universität von Burundi eingeschrieben, als der Bürgerkrieg in Burundi 1995 ausbrach. Er entging den Massakern an Hutu-Studenten und schloss sich der CNDD-FDD-Rebellengruppe (der späteren Regierungspartei) an. In den Rängen der CNDD-FDD stieg er rasch auf, von 2006 bis 2007 war er Minister für Inneres und öffentliche Sicherheit und von 2016 bis Januar 2020 Generalsekretär der Regierungspartei CNDD-FDD. Er leitete auch die Abteilung für militärische Angelegenheiten im Büro des damaligen Präsidenten Pierre Nkurunziza. Vor seinem Eintritt in die Politik hatte er seine Karriere beim Militär aufgebaut. Er war in den 1990er Jahren für Hutu-Milizen im Bürgerkrieg aktiv und wurde später zum Generalmajor befördert.
Ndayishimiye wurde im Januar 2020 von seiner Partei als Kandidat für die burundische Präsidentschaftswahl am 20. Mai 2020 nominiert. Er gewann die Abstimmung im ersten Wahlgang mit rund 69 % der Stimmen und sollte Ende August in sein Amt eingeführt werden. Wenige Tage nach dem plötzlichen Tod seines Amtsvorgängers Nkurunziza am 8. Juni 2020 entschied das burundische Verfassungsgericht, dass er sein Amt früher antreten solle. Als Termin wurde der 18. Juni festgelegt.
Ndayishimiye ist mit Angeline Ndayubaha verheiratet. Er wird als „tiefgläubiger Katholik“ beschrieben.